# あねちっくセンセーション
『あねちっくセンセーション』は、吉谷やしよによる日本の4コマ漫画作品。『まんがタイムきらら』（芳文社）誌上で2005年2月号から2008年6月号まで連載された。単行本は全3巻。
姉弟をテーマに描いたコメディ4コマ。作者特有の非常にバイオレンスかつ笑いに満ちた作品であり、三組の姉弟模様、特に主役である桃ノ木姉弟の壮絶な姉弟ゲンカが中心に描かれる。

## 登場人物
桃ノ木さくら
春人の姉で完全無欠の欠陥教師。
春人達が高校2年生の時点で25歳。
龍巳高校の英語の新任教師として赴任する。
極めて高い身体能力を誇り、「無刃」という刀を振り回す危険な人。
さらに、糖分を摂取し「シュガー・ドライバー」を起動させることにより、さらに力を強化する。
10年前に両親が離婚して以来、弟である春人とは10年間会っていなかったが、教師として日本に赴任する際に再会、押しかける形でアパートの二号室に同居する。
当初は春人以外には猫を被っていたものの、あっという間に本性がバレ、誰に対しても地を出すようになった。
基本的には春人に対し横暴とも言える暴力を振るうものの、実際は大切に思っているが、それを表に出すことは滅多に無いツンデレ。
かつて友に貰った剣一本で旅をしていたことがあるらしい。
年末から年明けにかけて冬眠する。
怒りやストレスも甘いものを食べると発散させられるほど極度の甘党だが、チョコレートだけは苦手。
「姉戦士専門養成学園」出身。
教師としては、生徒の顔と名前を覚えていない・暴走するなど、教師として問題のあるところは多いが、生徒からは恐怖の対象であると共に愛されてもいる。
また、暴力的かつ適当な性格ではあるが、仕事はきちんとこなし、受け持ったクラスの英語の成績は非常に良好。
作中で帰宅部の顧問をすることになる。
日本に帰ってきた本当の理由は教師になるためではなく……。
桃ノ木春人
さくらの弟で高校生。
連載開始時は1年生であったが、その後2年生に進級。さらに作中で3年生になり、最終回で卒業した。
重度のオタク。
さくらほどではないが非常に身体能力に優れ、なおかつ命知らずなところがあり、クラスメイトアからはさくらのストッパーとして認識され、学級委員長として任命された。
自己紹介で「好きなものは正義」と言い、年始の目標は「絶対正義！」など、“正義”に対しこだわりを見せるシーンが多々ある。
成績が非常に悪く、学年最下位のため度々補習を受けている。
さくらに対応するため1カ月姿を消して修行をし、忍者として復帰。
帰宅部所属。
さくらの次に強く、家事全般を普通にこなし、絵や工作も得意と、意外とハイスペック。
終盤では本気になると「春闘正義スプリングマン」に変身する。
高校卒業後は大学に進学し、海外留学（放浪）をする。
柿原あやめ
耕介の姉で養護教諭。
桃ノ木家のお隣さんで一号室に住んでいる。
弟好きで天然巨乳。
学校で保健室は「天使の保健室」と呼ばれるほど評判がいい（男子生徒限定）。
柿原耕介
あやめの弟で春人の友人で誰にも彼が何を考えているのか分からない笑顔の悪魔。
冷静沈着で常に面白いものを求めるマッドサイエンティスト。
当然成績も不自然なくらいに良く、進路は行こうと思えばどこへでも行けるらしい。
訳の分からない発明品を無数に発明し、周囲の人間を引っかき回してはそれを見て楽しんでいる。
「弱味握られた反応が面白い奴の近くにいたい」という理由で春人達のクラスに越して来る。
なぜか入浴中も学ランを脱がない。
実は父の柿原一郎は校長。
将来は侵略者（インベーダー）になるつもり。
栗林撫子
瑞樹の姉で生まれつき不死身の体を持つ高校生。
春人のクラスメイトかつ桃ノ木家のお隣さん（三号室）で、彼に恋心を抱いている。
お菓子研究部に所属し、非常に料理上手で、現実逃避時には料理をする癖がある。
また、共働きの両親に代わり家事をしているため、家事全般も得意。
引っ込み思案な優等生で、春人に対し想いを打ち明けられないでいる。
不死身体質・料理上手に加え、成績も優秀。
そのため受験時には合格だらけで大学を絞り切れないという贅沢な悩みを抱えたこともある。
栗林瑞樹
撫子の弟で泣き虫な小学生。
見た目や性格が可愛いためか、さくらに気に入られている。
蜂巣ひいらぎ
撫子の親友。
新聞部所属で関西弁を使う。
身長157cm。
なずなとは中学の頃からの腐れ縁。
イベント時は新聞部としてネタになりやすいさくら達をよくスクープしている。
3年生の時に新聞部部長に昇進した。
特ダネ王歴代一位を獲得したらしい。
蟹江なずな
撫子の親友。
剣道部の主将をしている身長181cmの女の子。
「轟沈の高層ビル」の異名を持つ。
英語の成績にムラがあるらしい。
時期は不明だが、部員を集め、正式に剣道部を創設したらしい。
犬飼
龍巳高校で番をはっているヘタレ番長。
春人達の隣のクラス、2-B所属。
番長研究部に所属している。
非常に頭が悪く、やることが全く番長らしくない。
町全体の祭りを全て仕切ってきた一族、犬飼組の一人娘でもあり、祭りでは家業のお手伝いをする。
唯一、射的の腕だけは良く、番長時代から後方支援は得意だった。
同じクラスに唯一の子分の“ヤス”がいる。
只野ななみ
春人達が3年生の時に生徒指導教員に着任した教師。
一人称は「自分」で、ジャージを着用し、笛をぶら下げてはいるが数学教師で運動音痴。
B組の担任で、犬飼と共にさくらに幾度となく挑戦するものの、全く勝てない。
通称「凡先生」。

## 単行本
- 芳文社より「まんがタイムKRコミックス」として刊行されている。
  - 第1巻 （2006年8月11日発行） ISBN 4-8322-7587-9
  - 第2巻 （2007年8月11日発行） ISBN 978-4-8322-7643-7
  - 第3巻 （2008年8月12日発行） ISBN 978-4-8322-7711-3